# Carta di Colonia
La Carta di Colonia è un documento manoscritto risalente al 1535, ma di incerta autenticità, che testimonierebbe l'esistenza e l'attività della Massoneria fin dal XV secolo almeno, e stabilirebbe un collegamento tra la Massoneria moderna e le corporazioni dei liberi muratori diffuse nel medioevo.
Tale documento, infatti, testimonierebbe per la prima volta "l'accettazione" nelle gilde massoniche di membri che non partecipavano materialmente alla costruzione di edifici e di opere architettoniche. 
Nel documento venivano considerati "muratori accettati" i medici, che si occupavano della salute degli operai, il cappellano e tutti i notabili del luogo in cui doveva sorgere l'edificio che possedevano le qualità fisiche e morali richieste dagli statuti della corporazione e che avrebbero avuto la capacità di introdurre nella muratoria le nuove teorie scientifiche e filosofiche che avrebbero permesso la crescita di tutti i componenti della loggia.
L'originale era custodito negli archivi della madre-loggia d'Amsterdam, che conservava anche l'atto della sua propria costituzione, in data del 1519. Tuttavia diversi studiosi ritengono che si trattasse di un apocrifo.
Dal documento appare l'esistenza, già da uno o due secoli, di una società segreta diffusa in tutto il mondo, con iniziazioni misteriose ed obbediente ad un capo supremo conosciuto solamente da pochi maestri :
Gli scriventi raccomandano inoltre ai collaboratori a cui questa legge sarà comunicata di non "allontanarsi mai da questo documento di verità", e inoltre si riferiscono a loro stessi e ai non adepti rispettivamente con le parole "il mondo illuminato" e "il mondo immerso nelle tenebre", cioè con gli stessi termini che si trovano nei documenti della massoneria.
Fra i sottoscrittori di questa Carta vi sono Filippo Melantone, grande amico di Lutero , Ermanno di Viec, arcivescovo elettore di Colonia, che venne messo al bando dell'impero per la sua connivenza coi protestanti, Giacomo di Anversa, prevosto degli Agostiniani di questa città, e Nicola Vari Noot, che incorsero nelle stesse accuse.
Ciò ha portato alcuni studiosi a congetturare che la Massoneria abbia avuto un ruolo rilevante nella Riforma protestante e una qualche relazione con diversi umanisti, anche osservando che il protestantesimo trovò i suoi primi aderenti proprio nelle città che la Carta indicava come sedi di logge .
Un indizio verrebbe dalla testimonianza dell'editore di Melantone, il dotto Bretschneider : 
Un altro indizio verrebbe dalle parole pronunciate nel 1523 (quattro anni dopo la costituzione della loggia di Amsterdam) da Franz de Seckongen, ribelle protestante in Germania, morente per le ferite riportate in battaglia, assediato nella fortezza di Landstuchi dai principi di Treviri, dell'Assia e del Palatinato : 